# Cefdynir
Cefdynir (łac. cefdinirum) – wielofunkcyjny organiczny związek chemiczny, bakteriobójczy antybiotyk beta-laktamowy z grupy cefalosporyn III generacji.

## Mechanizm działania
Cefdynir jest doustnym antybiotykiem bakteriobójczym, hamującym syntezę ściany komórkowej bakterii Gram-ujemnych oraz Gram-dodatnich poprzez unieczynnianie białek wiążących penicylinę. Cefdynir jest oporny na działanie większości β-laktamaz.

## Zastosowanie
- zakażenia u dorosłych i dzieci powyżej 6 m.ż.[4][5]:
  - pozaszpitalne zapalenie płuc
  - zaostrzenie przewlekłej obturacyjnej choroby płuc
  - zapalenie zatok przynosowych
  - angina
  - zakażenia skóry i tkanek miękkich

W 2016 roku cefdynir nie był dopuszczony do obrotu w Polsce.

## Działania niepożądane
Cefdynir może powodować następujące działania niepożądane:
- nudności,
- wymioty,
- kandydoza pochwy,
- ból głowy,
- nadwrażliwość skórna,
- wzrost aktywności aminotransferazy alaninowej (AlAT) w osoczu krwi,
- wzrost aktywności gamma-glutamylotranspeptydazy (GGTP) w osoczu krwi.